# سوپر جام فوتبال ایران ۱۳۹۹
سوپر جام فوتبال ایران ۱۳۹۹ ششمین دورهٔ مسابقهٔ سوپر جام فوتبال ایران بود که بین قهرمان لیگ برتر ۹۹–۱۳۹۸ و قهرمان جام حذفی ۹۹–۱۳۹۸ توسط فدراسیون فوتبال ایران برگزار شد. این بازی به دلیل پیشگیری از ویروس کرونا بدون تماشاگر بود.
تیم پرسپولیس تهران برای چهارمین بار قهرمان این دوره از رقابت‌ها شد.

## باشگاه‌ها
| تیم            | عنوان                                | دیدارهای پیشین (اعداد پررنگ نشان دهنده قهرمانی) |
| -------------- | ------------------------------------ | ----------------------------------------------- |
| پرسپولیس تهران | قهرمان لیگ برتر فوتبال ایران ۹۹–۱۳۹۸ | ۳ (۱۳۹۶، ۱۳۹۷، ۱۳۹۸)                            |
| تراکتور تبریز  | قهرمان جام حذفی فوتبال ایران ۹۹–۱۳۹۸ | اولین حضور                                      |

## برگزاری و چکیده مسابقه
سوپرجام همیشه در پیش‌فصل برگزار می‌شده‌است اما با مشکلاتی، تاریخ این بازی از پیش‌فصل به نیم‌فصل انتقال یافت. با این وجود، این بازی در نیم‌فصل نیز برگزار نشد. ولی سر انجام سازمان لیگ ایران تاریخ برگزاری بازی سوپر جام بین این دو تیم را ۳۰ خرداد ۱۴۰۰، پس از بازی‌های تیم ملی ایران در مقدماتی جام جهانی ۲۰۲۲ و پیش از شروع بازی‌های هفتهٔ بیست و چهارم لیگ برتر ۱۴۰۰–۱۳۹۹ اعلام کرد.
بر اساس قرعه‌کشی انجام شده در ۱۸ خرداد در ساختمان سازمان لیگ، این بازی در ورزشگاه آزادی و در ساعت ۱۹:۵۰ برگزار شد.
پرسپولیس پس از چهار عنوان قهرمانی در لیگ برتر فوتبال ایران در چهار فصل گذشته، در این مسابقه سوپر جام در ورزشگاه آزادی به دیدار تراکتور، قهرمان جام حذفی فوتبال ایران رفت و با تک‌گل مهاجمش، عیسی آل‌کثیر توانست به پیروزی دست یابد و چهارمین قهرمانی پیاپی در سوپر جام را نیز جشن بگیرد. در دقیقه ۶۱ بازی امید عالیشاه از میانه‌های زمین مسابقه، توپ را به آل‌کثیر رساند و او نیز از محمدرضا خانزاده، مدافع میانی تراکتور به آسانی گذشت و دروازه تراکتور را باز کرد.مهدی تیکدری در اواسط مسابقه پس از برخورد شدید با بازیکن پرسپولیس اخراج شد. تلاش‌های تراکتور برای دستیابی به گل مساوی موفق نبودند و بازی با همین گل پایان یافت. این بازی به دلیل پیشگیری از ویروس کرونا بدون تماشاگر برگزار شد.

## اطلاعات بازی
|  | قوانین مسابقه - ۹۰ دقیقه وقت معمول مسابقه. - ۳۰ دقیقه وقت اضافه در صورت لزوم. - در صورتی‌که همچنان مسابقه مساوی بود، تیم برنده با ضربات پنالتی مشخص خواهد شد. - هر تیم ۱۲ بازیکن ذخیره خواهد داشت. - در طول مسابقه هر تیم اجازه ۵ تعویض دارند. - در صورت کشیده شدن به وقت اضافه، یک تعویض دیگر نیز مجاز است. |

گالری جام قهرمانی
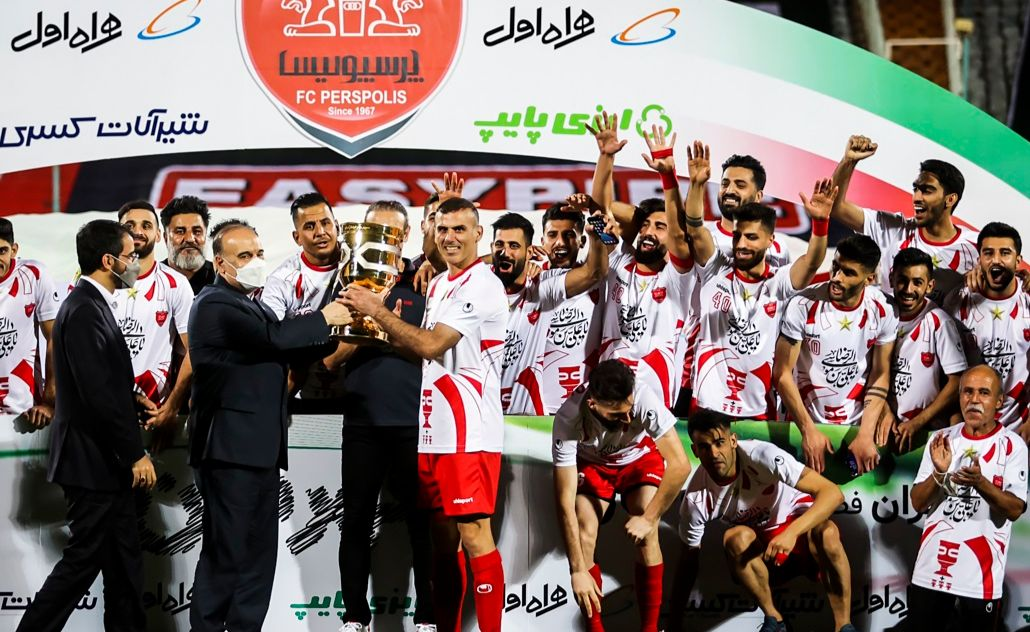
مراسم اهدای جام قهرمانی سوپرجام ایران 1399
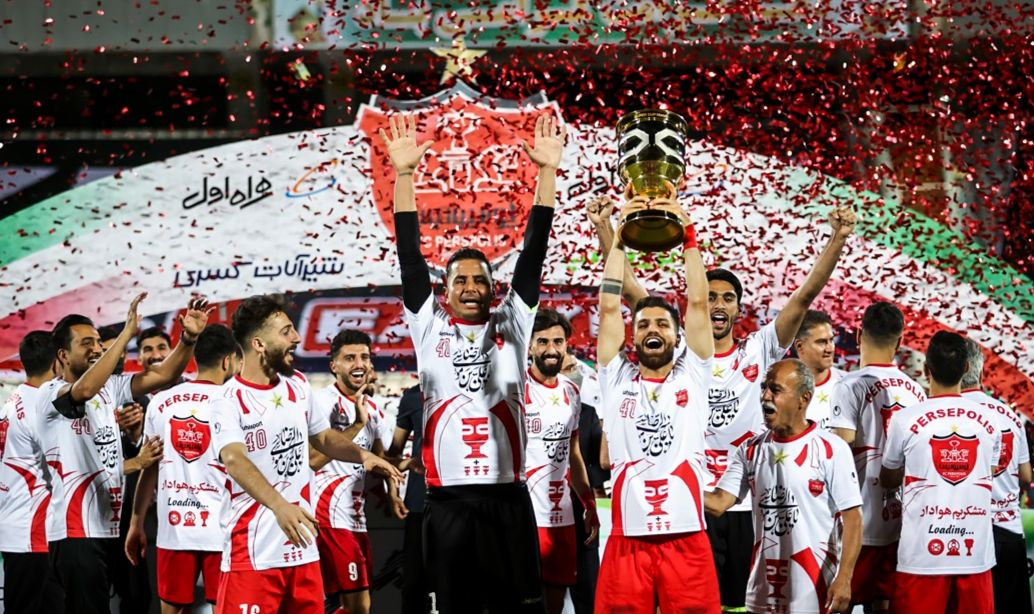
مراسم اهدای جام قهرمانی سوپرجام ایران 1399
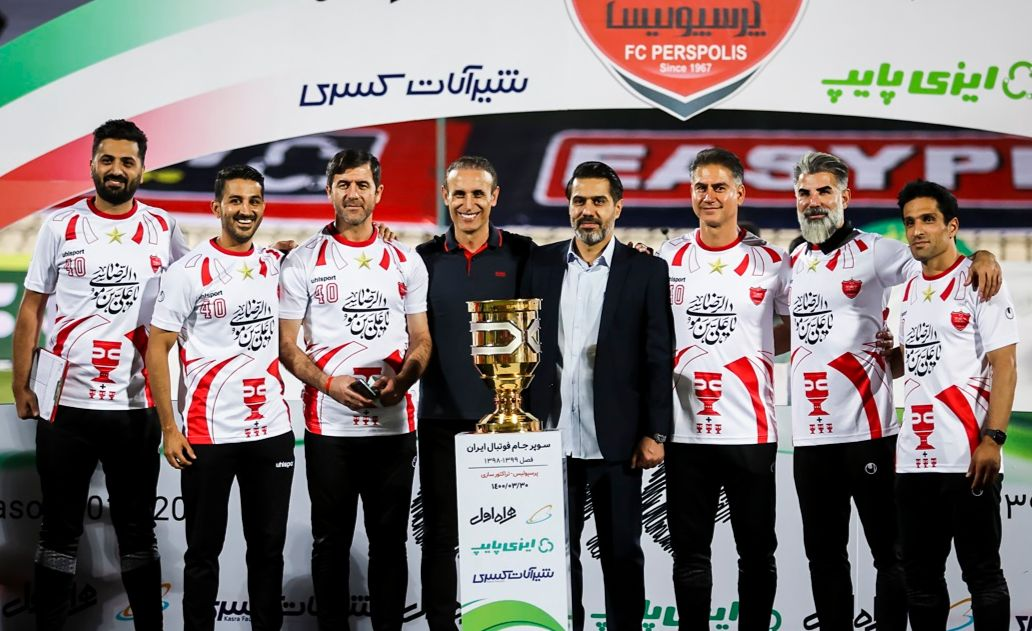
کادر فنی پرسپولیس و جام قهرمانی سوپرجام ایران 1399

## قهرمان
| قهرمان سوپرجام فوتبال ایران ۱۳۹۹ |
| -------------------------------- |
| پرسپولیس                         |
| چهارمین قهرمانی                  |